# فيلكسينوس يوحنا دولباني
يوحنا يوسف دولباني (بالسويدية: Filoxenos Yuḥanon Dolabani)‏ المعروف ب-«فيلكسينوس يوحنا دولباني» (1885-1969)، كان مطران ماردين للسريان الأرثوذكس كما اشتهر بكونه كاتبا ومؤلفا بالسريانية والعربية والتركية.
ولد في ماردين سنة 1885، ودرس السريانية والعربية والتركية فيها،واعتزل سنة 1907 في دير السيّدة المعروف بالناطف، عاكفاً على العبادة، ممارساً أعمال النسك والتقشّف، وفي عام 1908 عين راهبا في كنيسة دير الزعفران، وعاد إلى ناسكا أكثر من ثلاث سنوات ثم انتقل إلى دير الزعفران ليتولى مهمة التعليم، كما ساعد في إنشاء مجلة الحكمة التي صدرت عام 1913.
رسم كاهناً سنة 1918، واستقرّ في أضنة حيث أشرف على الميتم لمدة ثلاث سنوات، ثم انتقل لبيروت بعد إغلاقه. وقد رافق البطريرك أفرام برصوم في رحلاته إلى سوريا ثم القدس حيث ألقى دروسا سريانية ودينية وساعد في تحرير مجلة الحكمة. وفي عام 1933 عين نائباً بطريركياً لأبرشية ماردين ودير الزعفران وتوابعهما. وظلّ هكذا حتى سنة 1947 حيث رقّاه البطريرك أفرام مطراناً لأبرشية ماردين وسماه (فيلكسينوس) حتى وفاته عام 1969.
ترك يوحنا دولباني مؤلفات عديدة تربو على الخمسين كتاباً في اللغات السريانية، والعربية، والتركية، وتتناول مواضيع مختلفة في الدين، واللغة، والتاريخ، واللاهوت وسير القديسين. كما ساهم مع الموسيقار كبرئيل أسعد في تأليف عدة كتب عن تاريخ الموسيقى السريانية.